# 宇山直亮
宇山 直亮（うやま なおすけ、1917年 - 1972年）は、英文学者。
東京高等師範学校卒、戦後静岡大学助教授、教授。55歳で死去した。

## 著書
- 英語の論文とレポートの書き方 鳥居次好共著 白鳥社 1953年
- 英文法から英作文へ 大学受験・高校英語の仕上げ 池本重男,中村正巳共著 北欧出版社 1967年2月

## 翻訳
- 科学・自由・平和 オールダス・ハックスレー 1956年 (河出新書)
- サートー・リサータス（衣服哲学）カーライル 世界大思想全集 河出書房新社 1959年
- バルトークの音楽と生涯 H.スティーヴンス 志田勝次郎,飯田正紀共訳 紀伊国屋書店 1961年
- カーライル選集 第1 衣服の哲学 日本教文社, 1962年
- カーライル選集 第6 歴史の生命 日本教文社 1962年
- アダム・スミス修辞学・文学講義 ジョン・M.ロージアン編 未来社 1972年

## 参考
- http://www.lib.shizuoka.ac.jp/shiryo/mokuroku/uyama.pdf